# Amo tu cama rica
Amo tu cama rica es una película española de 1992, dirigida por Emilio Martínez Lázaro.

## Argumento
Pedro se siente incomprendido por las mujeres. En el amor es lento, pero inseguro. Sara acaba de terminar la carrera de veterinaria y tiene un éxito profesional razonable. Él aún no ha definido su futuro. Ambos son cordiales, tienen amigos. No discuten con los padres. No discuten con nadie. Solo se pelean entre ellos. Ellos son su único problema, pero también su única solución...

## Reparto
- Pere Ponce como Pedro.
- Ariadna Gil como Sara.
- Cassen como padre.
- Lina Canalejas como madre.
- Nancho Novo como Ramón.
- Ayanta Barilli como Inés.
- Clara Sanchis como Albertina.
- Javier Bardem como Antonio.
- Cayetana Guillén Cuervo como Lola.

## Comentarios
Esta película lanzó la carrera de Ariadna Gil, que obtuvo el Premio Ondas a la mejor Actriz por su papel así como el Premio del Festival de Peñíscola de 1992.
La película obtuvo asimismo el premio más importante de este último festival: el Premio Calabuig a la Mejor Película
Fue un éxito de crítica y público, superando los 216.000 espectadores.